# Lianmyrtörnskata
Lianmyrtörnskata (Thamnophilus sticturus) är en fågel i familjen myrfåglar inom ordningen tättingar.

## Utbredning och systematik
Fågeln förekommer i centrala och östra Bolivia och omedelbart näraliggande Brasilien och norra Paraguay. Den behandlas som monotypisk, det vill säga att den inte delas in i några underarter.

## Status
IUCN kategoriserar arten som livskraftig.